# Libertariańska Partia Rosji
Libertariańska Partia Rosji (ros. Либертарианская Партия России) – rosyjska partia polityczna założona w 2008. Jest to ugrupowanie o poglądach libertariańskich, promujące zasady własności i nieagresji.
Pierwszym wybranym członkiem partii, była Wiera Kiczanowa, dziennikarka i laureatka Democracy Award w 2013. Została wybrana w 2012 do rady miejskiej Moskwy z rejonu Jużnoje Tuszino.
Partia jest zaangażowana w wiele większych i mniejszych akcji mających promować idee libertariańskie. Na przykład, jest koordynatorem Adam Smith Forum, corocznej międzynarodowej konferencji mającej na celu krzewienie poglądów wolnościowych (gościli na niej tacy ludzie jak: Geoffrey Neale, Jarosław Romańczuk czy Deirdre McCloskey). Bierze także udział w organizowaniu Free People's Forum (cykl konferencji w różnych miastach Rosji, m.in. w Królewcu), wydawaniu gazety The Atlant oraz w nagrywaniu podcastów o wspólnym tytule Side with Liberty.
Partia wyraziła sprzeciw w związku z interwencją Rosji podczas kryzysu krymskiego.